# Việt Nam bồi đắp đảo nhân tạo ở Trường Sa
Việt Nam bồi đắp đảo nhân tạo ở Trường Sa là sự kiện diễn ra từ tháng 10 năm 2021 đến nay nhằm mở rộng trên quy mô lớn một số đảo và đá tại quần đảo Trường Sa hiện đang được quân đội nước này chiếm đóng.

## Diễn biến

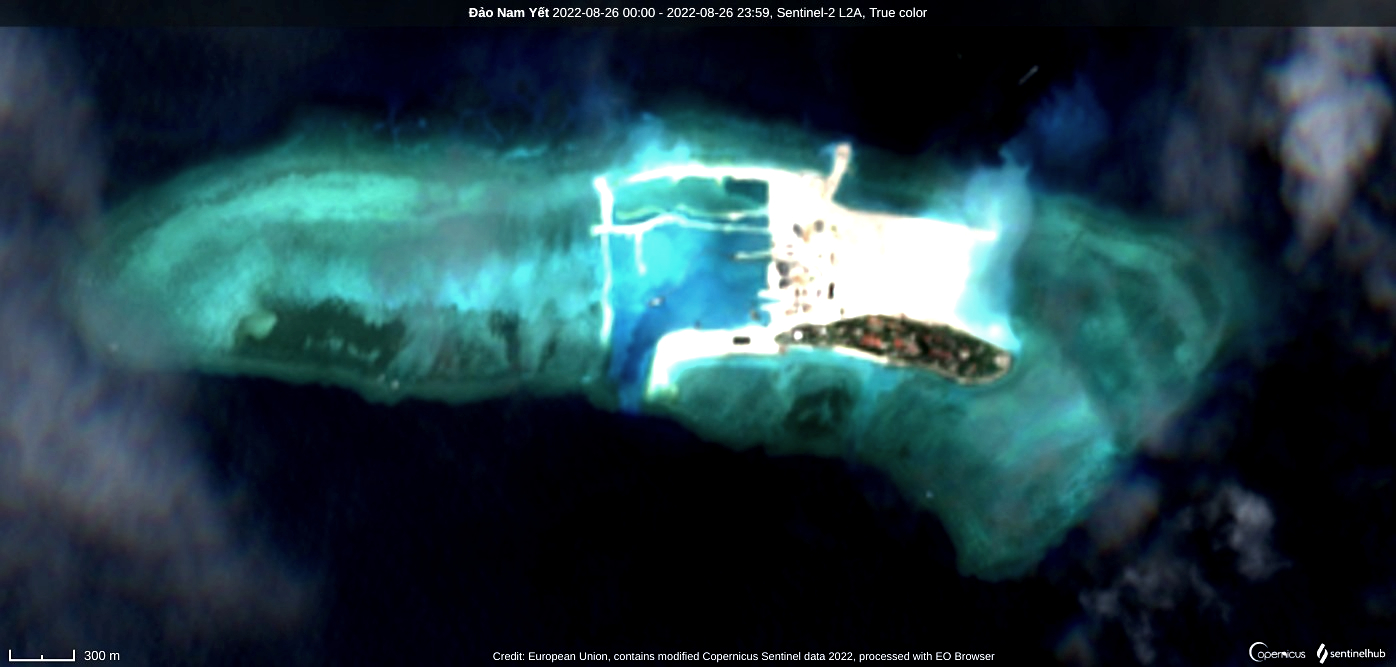
Ảnh vệ tinh Sentinel-2 (ESA) vào tháng 8 năm 2023 cho thấy đảo Nam Yết được bồi đắp mở rộng trên quy mô lớn.

### Từ năm 2021 đến 2022
Từ tháng 10 năm 2021,  Việt Nam bắt đầu bồi đắp và mở rộng tại ba đảo Nam Yết, Sơn Ca và Phan Vinh.
Từ tháng 11 năm 2021, Việt nam bắt đầu nạo vét mở luồng vào ở bãi Thuyền Chài và sau đó từ tháng 5 năm 2022 tiến hành bồi đắp để xây đảo nhân tạo trên bãi đá san hô này.
Từ tháng 12 năm 2021, Việt Nam bồi đắp xây một đảo nhân tạo mới ở đá Tiên Nữ. Tiếp đó trong năm 2022, Việt Nam bắt đầu tiến hành bồi đắp điểm Đá Lớn A vào tháng 10, bồi đắp các đảo nhận tạo ở đá Núi Le và đá Lát vào tháng 11 và đá Tốc Tan vào tháng 12. Tính đến cuối năm 2022 Việt Nam đã bồi đắp thêm 1,7 km2 đất nổi ở các thực thể của quần đảo Trường Sa mà nước này chiếm giữ.

### Từ năm 2023 đến nay
Trong năm 2023, Việt Nam bắt đầu tiến hành bồi đắp ở đảo Trường Sa Đông vào tháng 9 và ở đá Nam vào tháng 10.
Theo RFA thì tính đến tháng 11 năm 2023, tổng diện tích đất bồi đắp trên bãi Thuyền Chài, bao gồm một đảo chính và 2 đảo phụ, đã lên tới gần 1 km2, biến thực thể này vượt đảo Trường Sa Lớn trở thành đảo nổi lớn nhất mà Việt Nam chiếm giữ ở Trường Sa. Tổ chức thân Trung Quốc Sáng kiến Thăm dò Biển Đông (South China Sea Probing Initiative) cáo buộc Việt Nam có kế hoạch xây dựng một đường băng trên bãi san hô này.
Theo AMTI thì tổng diện tích đất bồi thêm trong năm 2023 của Việt Nam ở quần đảo Trường Sa lên đến hơn 1,3 km2 đất nổi. Việt Nam đã bắt đầu sử dụng các tàu nạo vét hút cát để "đẩy nhanh nỗ lực nạo vét", giống như Trung Quốc đã triển khai trong chiến dịch xây đảo nhân tạo từ năm 2014 đến 2017, điều mà đã bị quốc tế chỉ trích vì ảnh hưởng nặng nề đến môi trường và hệ sinh thái ở các rạn san hô.
Cũng theo AMTI, trong 6 tháng đầu năm 2024, Việt Nam đã tăng tốc việc thực hiện bồi đắp, khiến diện tích đất bồi đắp trong 6 tháng đã tăng lên thêm 2,8 km2 đất nổi trên 10 thực thể. Các đảo nhân tạo hoặc đảo tự nhiên được mở rộng như Thuyền Chài, Nam Yết, Phan Vinh, Đá Lớn đã có diện tích vượt đảo tự nhiên lớn nhất của quần đảo Trường Sa là đảo Ba Bình và chỉ đứng sau ba đảo nhân tạo của Trung Quốc là Vành Khăn, Xu Bi và Chữ Thập.
Theo báo cáo ngày 25 tháng 10 của Radio Free Asia, Việt Nam đang xây dựng một đường băng mới trên Bãi Thuyền Chài với chiều dài khoảng 8.000 feet (~2400m), dài gấp đôi đường băng hiện tại trên Đảo Trường Sa. Đường băng này có thể được mở rộng thêm khi diện tích đất nhân tạo tại đây đã vượt quá 14.000 feet (~4200m). Ngoài Bãi Thuyền Chài, Việt Nam cũng đang mở rộng đảo Phan Vinh B và đảo Đá Lát với những tiềm năng lớn để xây dựng thêm các đường băng và công trình quân sự. Các hoạt động cải tạo đất này đã tạo ra nhiều dấu hiệu cho thấy có khả năng xuất hiện các công trình quân sự, như pháo chống hạm hoặc bệ phóng tên lửa, tại nhiều rạn san hô khác trong quần đảo Trường Sa.
Trong năm 2025, Việt Nam bắt đầu bồi đắp ở đảo Sinh Tồn Đông và đảo An Bang từ tháng 3.

## Phản ứng

### Philippines
Ngày 1 tháng 8 năm 2023, khoảng 50 người tụ tập trước đại sứ quán Việt Nam tại Manila, Philippines biểu tình, xé cờ Việt Nam nhằm phản đối Việt Nam quân sự hóa các đảo ở Biển Đông.